# Cheurfa
Cheurfa (în arabă الشرفة) este o comună din provincia Annaba, Algeria.
Populația comunei este de 9.875 de locuitori (2008).